# Пухопръста пустинарка
Пухопръстата пустинарка (Syrrhaptes paradoxus) е птица от семейство Пустинаркови (Pteroclididae).

## Разпространение
Видът се размножава в средните ширини на Централна Азия. Частично може да се види и в северните части на Казахстан и Монголия.
Среща се и в България.